# Маркиз де Монтеалегре
Маркиз де Монтеалегре — испанский дворянский титул. Он был создан 28 мая 1626 года королем Испании Филиппом IV для Мартина де Гусмана и Рохаса, 3-го сеньора де Монтеалегре, который был сыном Рамиро Нуньеса де Гусмана, 2-го сеньора де Монтеалегре, и его третьей жены, Марианны де Рохас и Гусман.
5 октября 1698 года король Испании Карл II пожаловал титул гранда Испании Мартину Доминго де Гусману и Ниньо, 4-му маркизу де Монтеалегре (1658—1722).

## Маркизы де Монтеалегре
|                                             | Титул                                          | Период                                      |
| Креация создана королем Испании Филиппом IV | Креация создана королем Испании Филиппом IV    | Креация создана королем Испании Филиппом IV |
| ------------------------------------------- | ---------------------------------------------- | ------------------------------------------- |
| I                                           | Мартин де Гусман и Рохас                       | 1626 — ?                                    |
| II                                          | Луис Франсиско Нуньес де Гусман                | ? — 1674                                    |
| III                                         | Педро Нуньес де Гусман                         | 1674 — 1678                                 |
| IV                                          | Мартин Доминго де Гусман и Ниньо               | 1678 — 1722                                 |
| V                                           | Себастьян Антонио Доминго де Гусман и Спинола  | 1722 — 1757                                 |
| VI                                          | Хосе Мария де Гусман и Велес де Гевара         | 1757 — 1781                                 |
| VII                                         | Диего Вентура де Гусман и Фернандес де Кордова | 1781 — 1805                                 |
| VIII                                        | Диего Исидро де Гусман и де ла Серда           | 1805 — 1849                                 |
| IX                                          | Карлос Луис де Гусман и де ла Серда            | 1849 — 1880                                 |
| X                                           | Хосе Райниеро де Гусман и де ла Серда          | 1881 — 1891                                 |
| XI                                          | Хуан Батиста де Гусман и Кабальеро             | 1891 — 1895                                 |
| XII                                         | Мария дель Пилар де Гусман и де ла Серда       | 1895 — 1901                                 |
| XIII                                        | Хуан де Савала и де Гусман                     | 1901 — 1910                                 |
| XIV                                         | Луис де Савала и де Гусман                     | 1910 — 1915                                 |
| XV                                          | Мария дель Милагро Гарсия-Санчо и Савала       | 1915 — 1952                                 |
| XVI                                         | Хуан Антонио Моренес и Гарсия-Санчо            | 1952 — 1964                                 |
| XVII                                        | Мария дель Кармен Моренес и Гарсия-Санчо       | 1964 — 1981                                 |
| XVIII                                       | Кристобаль Перес дель Пульгар и Моренес        | 1982 — настоящее время.                     |

## История маркизов де Монтеалегре
- Мартин де Гусман и Рохас (? — ?), 1-й маркиз де Монтеалегре. Сын Рамиро Нуньеса де Гусмана, 2-го сеньора де Монтеалегре и Менесес, и Марианны де Рохас и Гусман

1. Супруга — Изабель Ниньо де Сильва и Рибера, дочь Хуана Ниньо Фахардо де Риберы, сеньора де Нуэс и Вильяумброса, и Терезы де Гевары. Ему наследовал их старший сын:

- Луис Франсиско Нуньес де Гусман (? — 1674), 2-й маркиз де Монтеалегре.

1. Супруга — Хуана де Борха и Дориа, дочь Карла Франсиско де Борха, 7-го герцога де Гандия, и Артемисии Дория. Брак был бездетным. Ему наследовал его младший брат:

- Педро Нуньес де Гусман (? — 29 ноября 1678), 3-й маркиз де Монтеалегре.

1. Супруга — Мария Петронилла Ниньо де Поррес Энрикес де Гусман (1640—1700), 3-я графиня де Вильяумброса, 4-я графиня де Кастронуэво, 3-й маркиз де Кинтана-дель-Марко, дочь Гарсии Ниньо де Риберы и Кончильос, 2-го графа де Вильяумброса, и Франсиски Энрикес де Поррес, 3-й графини де Кастронуэво, 4-й маркизы де Кинтана-дель-Марко. Ему наследовал их сын:

- Мартин Доминго де Гусман и Ниньо[исп.] (25 февраля 1658 — 11 мая 1722), 4-й маркиз де Монтеалегре, 4-й маркиз де Кинтана-дель-Марко, 5-й граф де Кастронуэво.

1. Супруга — Тереза Спинола и Колонна, дочь Паоло Висенсо Спинолы и Дории, 3-го маркиза де лос Бальбасес, герцога ди Сесто, герцога ди Сан-Северино, и Анны Колонны, дочери принца ди Палиано. Ему наследовал их сын:

- Себастьян Антонио Доминго де Гусман и Спинола[исп.] (20 января 1683 — 23 января 1757), 5-й маркиз де Монтеалегре, 5-й маркиз де Кинтана-дель-Марко, 6-й граф де Кастронуэво, 6-й граф де лос Аркос.

1. Супруга — Мельчора Велес Ладрон де Гевара (? — 1727), дочь Иньиго Мануэля Велеса Ладрона де Гевары и Тасиса, 10-го графа де Оньяте, 4-го графа де Вильямедьяна, 2-го маркиза де Гевара и 2-го графа де Кампо-Реаль. Ему наследовал их сын:

- Хосе Мария де Гусман и Велес де Гевара[исп.] (22 сентября 1709 — 19 декабря 1781), 6-й маркиз де Монтеалегре, 6-й маркиз де Кинтана-дель-Марко, 4-й маркиз де Гевара, граф де Кампо-Реаль, 7-й граф де Кастронуэво, 7-й граф де лос Аркос, 12-й граф де Оньяте, граф де Вильямедьяна. Майордом короля Испании Карла III в 1760—1781 годах.

1. Супруга — Мария Феличе Фернандес де Кордова и Спинола (1705—1748), дочь Николаса Фернандеса де Кордовы Фигероа и Агилара, 10-го герцога де Мединасели, 9-го герцога де Ферия, 10-го герцога де Сегорбе, 11-го герцога де Кардона, 8-го герцога де Алькала-де-лос-Гасулес, 7-го маркиза де Монтальбана, 9-го маркиза де Прьего, 7-го маркиза де Вильяфранка и графа де Сафра.
2. Супруга — Буэнавентура (Вентура Франсиска) Фернандес де Кордова Фольк де Кардона Рекесенс и де Арагон (1712—1768), 11-я герцогиня де Сесса, 9-я герцогиня де Баэна, 10-я герцогиня де Сома, 15-я графиня де Кабра, 16-я графиня де Паламос, 10-я графиня де Оливето, 16-я графиня де Тривенто, графиня де Авеллино, 13-я виконтесса де Иснахар и 25-я баронесса де Бельпуиг. Ему наследовал его сын от первого брака:

- Диего Вентура де Гусман и Фернандес де Кордова[исп.] (10 ноября 1730 — 8 августа 1805), 7-й маркиз де Монтеалегре, 7-й маркиз де Кинтана-дель-Марко, 5-й маркиз де Гевара, 17-й маркиз Агилар-де-Кампоо, 8-й граф де Кастронуэво, 8-й граф де лос Аркос, 13-й граф де Оньяте, граф де Вильямедьяна, граф де Кампо-Реаль, граф де Аньовер-де-Тормес, граф де Кастаньеда. Майордом короля Испании Карлоса IV в 1802—1805 годах.

1. Супруга — Мария Исидра де ла Крус де ла Серда и Гусман (1742—1811), 19-я герцогиня де Нахера, 6-я маркиза де ла Лагуна-де-Камеро-Вьехо и 14-я графиня де Паредес-де-Нава. Ему наследовал их сын:

- Диего Исидро де Гусман и де ла Серда[исп.] (2 июня 1776 — 12 декабря 1849), 8-й маркиз де Монтеалегре, 20-й герцог де Нахера, 8-й маркиз де Кинтана-дель-Марко, 6-й маркиз де Гевара, 18-й маркиз Агилар-де-Кампоо, 7-й маркиз де ла Лагуна-де-Камеро-Вьехо, 9-й граф де Кастронуэво, 9-й граф де лос Аркос, 14-й граф де Оньяте, граф де Вильямедьяна, граф де Кампо-Реаль, 15-й граф де Паредес-де-Нава, 17-й граф де Тревиньо, граф де Кастаньеда, граф де Валенсия-де-Дон-Хуан.

1. Супруга — Мария дель Пилар де ла Серда и Марин де Ресенде (1777—1812), дочь Хосе Марии де ла Серды и Сернесио, 5-го графа де Парсент, и Марии дель Кармен Марин де Ресенде, 5-й графини де Бурета.
2. Супруга — Мария Магдалена Текла Кабальеро и Террерос (1790—1865), дочь Хуана Фернандо Кабальеро и Хулианы де Террерос. Ему наследовал его сын от первого брака:

- Карлос Луис де Гусман и де ла Серда (1801—1880), 9-й маркиз де Монтеалегре, 21-й герцог де Нахера, 9-й маркиз де Кинтана-дель-Марко, 10-й граф де Кастронуэво и 15-й граф де Оньяте.

1. Супруга — кузина Мария Хосефа де ла Серда и Палафокс, дочь Хосе Антони Педро Хоакина Рамона Франсиско де Паулы Худаса Тадео де ла Серды и Марина де Ресенде, 7-го маркиза де Барболес, и Марии Рамоны Агустины Хосефы Магдалены Терезы Висенты Виктории Валерии Хуаны Непомусено Филиппы Франсиски де Салес де Палафокс и Портокарреро. Не оставил наследников, ему наследовал его младший брат:

- Хосе Райниеро де Гусман и де ла Серда (1805—1891), 10-й маркиз де Монтеалегре, 22-й герцог де Нахера, 10-й маркиз де Кинтана-дель-Марко, 7-й маркиз де Гевара, 11-й граф де Кастронуэво, 16-й граф де Оньяте. Не женат и бездетен. Ему наследовала его сводный брат, сын его отца от второго брака:

- Хуан Баутиста де Гусман и Кабальеро (? — 1895), 11-й маркиз де Монтеалегре, 23-й герцог де Нахера, 11-й маркиз де Кинтаан-дель-Марко, 12-й граф де Кастронуэво, 18-й граф де Тревиньо, 17-й граф де Оньяте. Холост и бездетен. Ему наследовала его старшая сводная сестра:

- Мария дель Пилар де Гусман и де ла Серда (4 мая 1811 — 4 апреля 1901), 12-я маркиза де Монтеалегре, 24-я герцогиня де Нахера, 19-я графиня де Тревиньо, 18-я графиня де Оньяте, 16-я графиня де Паредес-де-Нава, 8-я маркиза де Гевара, 12-я маркиза де Кинтана-дель-Марко.

1. Супруг — Хуан де Савала и де ла Пуэнте (1804—1879), 1-й маркиз де Сьерра-Бульонес, 3-й маркиз де ла Пуэнте и Сотомайор, 5-й маркиз де Торребланка, 6-й граф де Вильясеньор. Ей наследовал их сын:

- Хуан де Савала и де Гусман (1844—1910), 13-й маркиз де Монтеалегре, 25-й герцог де Нахера, 2-й маркиз де Сьерра-Бульонес, 14-й маркиз де Кинтана-дель-Марко, 13-й граф де Кастронуэво, 20-й граф де Тревиньо, 19-й граф де Оньяте, 17-й граф де Паредес-де-Нава.

1. Супруга — Каролина Сантамарка и Донато, 2-я графиня де Сантамарка. Брак был бездетным. Ему наследовал его младший брат:

- Луис де Савала и де Гусман (1853—1915), 14-й маркиз де Монтеалегре, 26-й герцог де Нахера, 3-й маркиз де Сьерра-Бульонес, 20-й граф де Оньяте, 18-й граф де Паредес-де-Нава, 9-й граф де Кампо-Реаль, 9-й граф де Кастаньеда.

1. Супруга — Гильермина Эредия и Баррон. Их брак был бездетным, ему наследовала его племянница:

- Мария дель Милагро Гарсия-Санчо и Савала (1874—1952), 15-я маркиза де Монтеалегре. Младшая дочь Вентуры Гарсии-Санчо и Ибаррондо, 1-го графа де Консуэгра (1837—1914), и Марии дель Пилар де Савала и Гусман (1840—1915), 26-й герцогини де Нахера

1. Супруг — Антони Моренес и Гарсия-Алессон (1880—1914), 1-й маркиз де Себальос-Карвахаль.
2. Супруг — Франсиско Рафаэль де Урруэла и Лара (1869—1959), гранд Испании. Ей наследовал её сын от первого брака:

- Хуан Антонио Моренес и Гарсия-Санчо (27 сентября 1906—1964), 16-й маркиз де Монтеалегре, 2-й маркиз де Себальос-Карвахаль. Бездетен, ему наследовала его сестра:

- Мария дель Кармен Моренес и Гарсия-Санчо (13 декабря 1908 — 19 марта 1981), 17-я маркиза де Монтеалегре.

1. Супруг — Кристобаль Игнасио Перес дель Пульгар и Альба (1907—1995), 2-й маркиз дель Альбайсин. Ей наследовал их сын:

- Кристобаль Перес дель Пульгар и Моренес (род. 30 января 1937), 18-й маркиз де Монтеалегре, 3-й маркиз де Себальос-Карвахаль, 3-й маркиз дель Альбайсин.

1. Супруга — Мария де ла Консепсьон Ирибас и Суарес дель Отеро (род. 1981).